# Arondismentul Le Raincy
Arondismentul Le Raincy (în franceză Arrondissement du Raincy) este un arondisment din departamentul Seine-Saint-Denis, regiunea Île-de-France, Franța.

## Subdiviziuni

### Cantoane
- Cantonul Aulnay-sous-Bois-Nord
- Cantonul Aulnay-sous-Bois-Sud
- Cantonul Le Blanc-Mesnil
- Cantonul Gagny
- Cantonul Livry-Gargan
- Cantonul Montfermeil
- Cantonul Neuilly-sur-Marne
- Cantonul Neuilly-Plaisance
- Cantonul Noisy-le-Grand
- Cantonul Le Raincy
- Cantonul Sevran
- Cantonul Tremblay-en-France
- Cantonul Villepinte

### Comune
| 1. Aulnay-sous-Bois (93005)  | 2. Le Blanc-Mesnil (93007)     | 3. Clichy-sous-Bois (93014) | 4. Coubron (93015)     |
| 5. Gagny (93032)             | 6. Gournay-sur-Marne (93033)   | 7. Livry-Gargan (93046)     | 8. Montfermeil (93047) |
| 9. Neuilly-Plaisance (93049) | 10. Neuilly-sur-Marne (93050)  | 11. Noisy-le-Grand (93051)  | 12. Le Raincy (93062)  |
| 13. Sevran (93071)           | 14. Tremblay-en-France (93073) | 15. Vaujours (93074)        | 16. Villepinte (93078) |

1. ↑  Q125359309[*] Verificați valoarea |titlelink= (ajutor)